# Torralba de Oropesa
Torralba de Oropesa és un municipi de la província de Toledo a la comunitat autònoma de Castella-La Manxa.